# La mia piccola solitudine
La mia piccola solitudine è una telenovela messicana, trasmessa per la prima volta sul Canal de las Estrellas dal 14 maggio al 21 dicembre 1990.

## Trama
Questa storia di suspense e amore materno narra la vita di due donne, Isadora e Soledad (Verónica Castro), madre e figlia separate dall'ambizione di due esseri umani crudeli che non sopportano la felicità dei loro simili: Piedad Fernández e Gerardo Salazar. La storia inizia quando Isadora, ancora ragazzina, viene incoronata "Regina d'argento" nella sua città natale, Taxco, per l'orgoglio del padre Don Manuel, un uomo nobile e rispettato che adora la figlia. Don Manuel è sposato con Piedad, più giovane di lui e che nutre un amore malsano per Gerardo, ma Gerardo ha occhi solo per Isadora, che è fidanzata con un giovane di Taxco, José Luis Garza. Il malvagio Gerardo, spinto dall'amore malsano per Isadora e dall'odio per essere stato rifiutato da lei, una notte le invia un messaggio per incontrarlo nel bosco, fingendo di essere José Luis. Isadora, innamorata com'è, si reca all'appuntamento, ma Gerardo le va incontro e, nonostante le sue suppliche, Gerardo non cede al suo cuore e maltratta Isadora.
Isadora rimane incinta e lo comunica a José Luis, il cui amore per Isadora è così grande che promette di sposarla e di fare da padre al suo bambino. Isadora è felicissima, ma il giorno del matrimonio Gerardo intercetta José Luis mentre si reca in chiesa e lo pugnala, morendo poi per mano di Isadora. Mesi dopo questo colpo crudele, un raggio di speranza torna a illuminare la vita di Isadora, che dà alla luce una bella bambina, che chiama Soledad, come la nonna. Gerardo reclama i suoi diritti di padre e Don Manuel, furioso per tutto il male che ha causato alla figlia, si propone di ucciderlo, ma la sua rabbia gli provoca un infarto fatale. Mentre Isadora rimane sola, Piedad e Gerardo cospirano per causarle la peggiore delle sofferenze: rubarle la figlia appena nata. Piedad fugge con la bambina ad Acapulco e la consegna ad alcuni umili pescatori insieme a una grossa somma di denaro.
Isadora fa di tutto per ritrovare la figlia, ma senza successo. Con la fortuna ereditata dal padre, ma diventata una donna triste e sola, si trasferisce a Città del Messico, dove il destino le farà incontrare un uomo che si innamora di lei, un nobile e potente uomo d'affari di nome Hernán Villaseñor, che nonostante sia molto più vecchio di lei, si innamora di lei e riesce a conquistare l'affetto che la vita le ha negato. Isadora supera le paure per quanto accaduto nel suo passato perché grazie a lui riesce a cancellare quei traumi. I due si sposano e lui la porta a vivere nella sua villa, dove conquisterà l'affetto di Carmelita e Ramón, dipendenti della casa, e di Marisa, la dolce nipote di Hernán. Tuttavia, sarà vittima delle molestie e degli intrighi di Natalia, madre di Marisa e moglie di Mateo, fratello di Hernán, che vede in lei una nemica per i suoi piani di acquisizione del patrimonio della famiglia Villaseñor. Sia lei che Mateo, un barbone buono a nulla, non si preoccupano di mostrare il loro disprezzo per Isadora.
Nel frattempo, Soledad è già una bella ragazza e, pur conoscendo la verità sulle sue origini, è cresciuta ad Acapulco amando e aiutando i fratelli e i genitori adottivi. Da sempre gran lavoratrice e leader tra i suoi amici, frequenta Lalo, un giovane pugile frustrato dal fatto di sentirsi poco. Ma la vita di Soledad cambia radicalmente quando viene ritrovata dal suo vero padre Gerardo e sorgono i problemi di ricatto e ambizione. Isadora, intanto, è rimasta vedova dopo un terribile incidente che l'ha lasciata invalida, ma ha il sostegno del migliore amico del defunto marito, l'avvocato Carlos Arizmendi. I due si erano innamorati da tempo, ma avevano deciso di mitigare i loro sentimenti per rispetto a Hernán, che, avendo dato a entrambi così tanto, non meritava di essere tradito in questo modo. È Carlos che finalmente trova e presenta la figlia. Isadora è felicissima di aver finalmente ritrovato la sua piccola Soledad dopo tanto tempo. Ma la felicità è di breve durata, perché la moglie di Carlos, Ana Silvia, una donna crudele e isterica che rendeva la vita impossibile a Carlos e Isadora, viene trovata uccisa con un colpo di pistola nel loro appartamento. I sospetti ricadono prima su Isadora e poi su Carlos, che alla fine viene imprigionato. Dopo un periodo straziante, che include intrighi per incastrare Carlos da parte di Natalia, Mateo e Sebastian, che era stato l'amante di Ana Silvia, Carlos viene finalmente liberato, poiché si dimostra innocente quando Beatriz, l'amica di sempre di Isadora, confessa di aver ucciso Ana Silvia per vendicarsi di lei e Sebastian per averla umiliata così tanto.
Quando Carlos viene rilasciato, Isadora, Soledad e la loro famiglia trovano una relativa pace e tranquillità. Ma Natalia e Mateo escogitano un piano sinistro per sbarazzarsi di Isadora: farla impazzire e poi rinchiuderla in una clinica isolata in modo che nessuno abbia più sue notizie. Quel momento arriva quando Soledad, nominata Regina dell'Artigianato di Acapulco, deve assentarsi per il suo lavoro di ambasciatrice dell'artigianato, in tour in diversi Stati del Paese. Natalia, in complicità con un ambizioso medico, rinchiude Isadora in una clinica per malati mentali a Guadalajara, somministrandole giorno e notte farmaci e iniezioni che la lasciano in uno stato psicologico molto grave; come se non bastasse, Piedad, creduta morta dopo che il ranch di Taxco è bruciato con lei dentro, riesce a sopravvivere e si nasconde a Guadalajara, e per sopravvivere ottiene un lavoro nella clinica dove Isadora è internata. È incaricata di continuare a torturarla fisicamente e psicologicamente dopo averla portata fuori e nascosta nella stanza dove vive, imbavagliata e legata giorno e notte.
Soledad, già a conoscenza della scomparsa della madre, è disperata, così come Carlos, ma trova il coraggio di continuare il suo lavoro di ambasciatrice nonostante l'angoscia. Dopo qualche tempo, le sofferenze di Isadora finiscono quando Carlos riesce a rintracciarla e la trova in condizioni critiche. La nasconde nel suo appartamento mentre la aiuta a riprendersi. Soledad si riunisce alla madre, sollevata dal fatto che sia al sicuro. Ma poiché le ci vorrà del tempo per riprendersi dopo le torture subite, Soledad propone di fingersi sua madre a casa Villaseñor per smascherare Natalia e Mateo, dal momento che sia lei che Carlos sono sicuri che siano loro i colpevoli. All'inizio il piano funziona perfettamente, ma a causa di alcune sviste involontarie Natalia comincia a sospettare che in casa non ci sia Isadora ma sua figlia, finché non la scopre. Ma Soledad, con la sua astuzia, il suo coraggio e la sua malizia, riesce a smascherare Natalia e Mateo proprio quando arriva Isadora, ormai completamente guarita con Carlos. 
Alla fine, tutti i crimini di Natalia e Mateo vengono scoperti. Disperato, Mateo scappa dalla polizia solo per subire un incidente d'auto che lo lascia in stato vegetativo a vita, mentre Natalia viene arrestata e dichiarata colpevole. Madre e figlia dovranno però superare un ulteriore ostacolo alla loro felicità, quello di Piedad che, piena di rabbia e risentimento perché Gerardo non l'ha mai amata, progetta di vendicarsi, uccidendo lui e Soledad, per vendicarsi di Isadora. Sul tetto di un edificio Piedad tenta di pugnalare Soledad, ma Gerardo arriva e glielo impedisce, Soledad viene salvata dalla polizia e Piedad e Gerardo nella lotta scivolano e cadono dal tetto, morendo entrambi abbracciati.
Finalmente, senza più nessuno che possa far loro del male, Isadora e Soledad possono vivere in pace, insieme ai loro amanti, rispettivamente Carlos e Lalo. Ad Acapulco si tiene una festa in cui Soledad, in compagnia di tutti i suoi cari, viene nominata Figlia Illustre di Acapulco. Tutto è allegria e risate fino a quando Isadora subisce un attacco di cuore fatale sotto gli occhi di un devastato Carlos che piange amaramente. Tutti condividono il dolore per la perdita di Isadora, ma Soledad è rassicurata dal fatto che sua madre ha vissuto abbastanza a lungo per vedere la figlia realizzata e felice come aveva sempre desiderato, e progetta di continuare a godersi il presente e a guardare al futuro con i suoi cari.